# 555 California Street
O 555 California Street, anteriormente, conhecido como Bank of America Plaza, é um dos arranha-céus mais altos do mundo, com 237 metros (779 ft). Edificado na cidade de São Francisco, na Califórnia, Estados Unidos, foi concluído em 1969 com 52 andares.